# Carlos del Cerro Grande
Carlos del Cerro Grande (Alcalá de Henares, Madri, 13 de março de 1976) é um árbitro de futebol espanhol da Primeira Divisão de Espanha. Pertence ao Comité de Árbitros da Comunidade de Madri.

## Trajetória
Dirigiu a partida de ida da promoção de ascensão a Primeira Divisão de 2011 entre o Real Clube Celta de Vigo e o Granada Clube de Futebol (1-0).
Foi designado pelo Comité Técnico de Árbitros da Espanha para dirigir a final da Supercopa de Espanha o 12 de agosto de 2018 entre o Futebol Clube Barcelona e o Sevilla Futebol Clube (2-1). Este foi o primeiro partido oficial de futebol espanhol com a intervenção do VAR.

## Internacional
Desde janeiro de 2013 é árbitro internacional.
Sua estreia em partido internacional produz-se o 26 de maio de 2013 num partido entre as selecções sub 19 de Escócia e Georgia, correspondente a ronda-a Elite do Campeonato de Europa da categoria.

## Prêmios
- Silbato de ouro de Segunda Divisão (1): 2010.
- Troféu Vicente Acebedo (1): 2016
- Troféu Guruceta Primeira Division (1): 2018